# Vin sans alcool
Le vin sans alcool ou vin désalcoolisé, est un vin produit ou transformé de manière à contenir des taux d'alcool réduits ou nuls par rapport à que ceux spontanément obtenus depuis les raisins traditionnels mûrs.   
Le réchauffement climatiques et la baisse des précipitations en accélérant la maturité des raisins augmente leur concentration en sucre, d'où une plus forte teneur en éthanol du vin. Elle est nuisible à l'intensité aromatique. Le droit européenne, la transparence de l'étiquetage des boissons alcoolisées et les meilleures informations nutritionnelles incitent les consommateurs à boire moins d'alcool. Des considérations sanitaires et économiques, ainsi qu'une préférence gustative de vin modérément alcoolisés amènent les viticulteurs à réduire ou supprimer la concentration en alcool.  
Un important effort de recherche est entrepris depuis 2015 pour garantir les qualités organoleptiques et gastronomiques du vin à faible teneur en alcool ou sans alcool sans compromettre l'écosystème viticole.  

## Dénomination, définitions
On trouve souvent l'abbréviation vin LNA de l’anglais Low / No Alcohol  aussi LoNo 
L'Organisation internationale de la vigne et du vin (OIV) définit le vin comme le résultat de la fermentation du raisin. Selon elle, le titre alcoométrique acquis ne peut être inférieur à 8,5 % vol. (2017). Le règlement UE n° 1308/2013 retient le même plafond. L’appellation «vin à faible teneur en alcool» désigne les vins < 8,5 % vol, «sans alcool», «désalcoolisé» désignent les vins dont le Titre Alcoométrique Volumique (TAV) < 0,5 % vol. Les produits totalement ou partiellement désalcoolisés issus de la désalcoolisation d’un vin peuvent utiliser le terme vin en application du règlement 1308/2013 portant organisation commune des marchés des produits agricoles (OCM). 
Les vins désalcoolisés et partiellement désalcoolisés et les boissons issues de la désalcoolisation d’un vin sont à distinguer des boissons non fermentées obtenues à partir d’infusion ou de macération, ou à base d’eau aromatisée qui ne peuvent pas se trouver dans le rayon des produits vinicoles. 
Des catégories de vins ont été proposées en fonction de la teneur en alcool : alcoolisé (>10,5 % vol), peu alcoolisé (5,5 à 10,5 % vol), à teneur réduite en alcool (1,2 à 5,5 % vol ou 6,5), à faible teneur en alcool (0,5 à 1,2 % vol) et sans alcool (< 0,5 % vol). La définition des boissons sans ou à faible teneur en alcool serait de 0 et 4 % vol d'alcool par volume au Royaume-Unis. Le vin désalcoolisé est à ≤ 0,5 % vol en UE, au Royaume-Unis, aux Etats-Unis et en Afrique du sud, < 1,1 % vol au Canada. Le vin partiellement désalcoolisé à faible teneur en alcool est à ≤ 1,2 % vol au Royaume-Unis, > 1,1 % vol au Canada, < 1,15 % vol en Australie Nouvelle-Zélande, de 0,5 et 7 % vol aux Etats-Unis.
Hannah Ford et al. écrivent «Dans l’ensemble, le concept de vins de force moyenne n’est pas encore clairement défini et appliqué dans la littérature académique malgré une présence croissante sur le marché»(2025). 

### Cadre juridique et fiscal UE
La définition juridique des vins sans alcools a connu une longue évolution. Le 25 juillet 1991, la Cour de justice des Communautés européennes (CJCE) avait reconnu dans son arrêt C-75/90, « qu'il appartient à la juridiction nationale de vérifier si les termes « vin sans l'alcool » constituent une dénomination composée admise par la réglementation nationale en cause pour désigner un produit autre que du vin, au sens de la réglementation communautaire ». Le règlement (CE) no 1493/1999 du Conseil du 17 mai 1999 portant organisation commune du marché vitivinicole a connu plusieurs modifications jusqu’à sa version actuelle, entrée en vigueur en 2008. L’Organisation Commune du Marché vitivinicole devient une compétence de l'Union régie par le règlement (UE) 1308/2013 portant organisation commune des marchés de produits agricoles. Le 6 décembre 2021, le vin désalcoolisé fait son entrée dans la liste des produits agricoles reconnus par l'UE.
Les règles de l’Union européenne relatives à la taxation sur l’alcool (Directive 92/83/CEE Structures harmonisées des droits d’accises sur l’alcool et les boissons alcooliques et directive (UE) 2020/1151 modifiant la directive 92/83/CEE sont régulièrement tenues à jour sur le site EUR-Lex.

## Développement des vins désalcoolisés

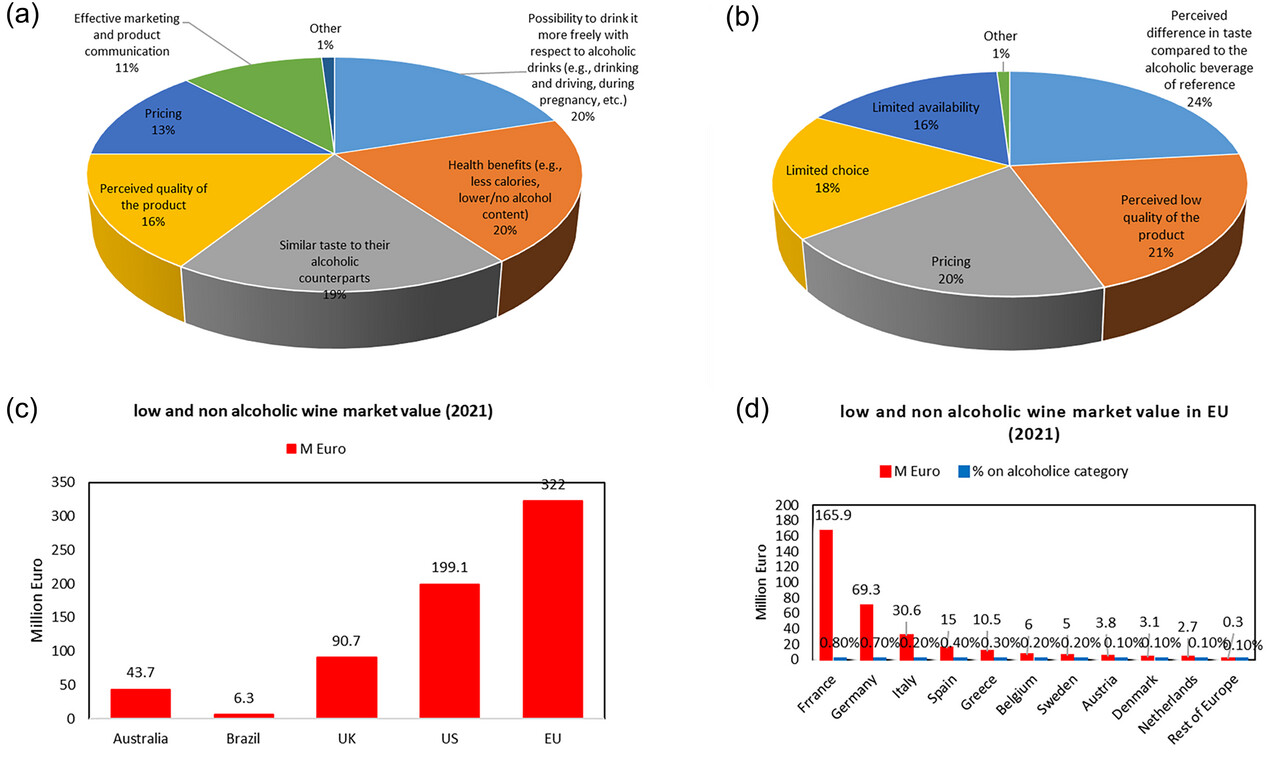
(a) Principales raisons des consommateurs de l'UE d'essayer les boissons à faible teneur ou sans alcool, (b) Principales raisons décourageant de les essayer, (c) Taille estimée du marché, (d) Marchés de l'UE du vin à faible teneur ou sans alcool

Sous réserve de quantités limitées, un consensus reconnaissait un l'impact bénéfique de la consommation de vin pendant le repas sur les maladies neurologiques, les maladies cardiovasculaires, l'ostéoporose, le diabète et la longévité. Il a longtemps été admis que le vin rouge atténue le stress oxydatif et les dommages endothéliaux vasculaires induits par les repas riches en graisses. Ces seuils sont contestés depuis 2006, selon les études de cohorte il n'existe aucune quantité d'alcool sans danger prouvée pour la population générale (2024). Les études Global Burden of Disease (2016) confirment que le niveau de consommation d'alcool le plus sain devrait être de 0. Un essai pragmatique de 4 ans en Espagne, financé par le Conseil européen de la recherche, sur 10 000 buveurs a commencé en 2024.
En Europe et en Amérique du Nord la popularité des vins et boissons à faible teneur en alcool ou sans alcool va croissante. Les limitations médicales chez les jeunes, les femmes enceintes; légales chez les conducteurs; les abstinents, les interdits religieux conduisent tendanciellement vers la consommation accrue de vins et boissons à faible teneur ou sans alcool.
Les producteurs sont incités à introduire de nouveaux vins fruités et floraux à teneur réduite ou sans alcool. Le marché mondial des vins sans alcool est évalué à 20 milliards $ avec un taux de croissance de 45 % en 2018 et une tendance prévue de 10,4 % l'an (2021-2031). 

### Aspect organoleptique
Le vin désalcoolisé suscite une recherche croissante en vue d'obtenir des caractéristiques organoleptiques proches à celles du vin classique tout en réduisant ou en supprimant le taux d'alcool sans compromettre l'authenticité du vin (saveur, arôme, sensation en bouche, note finale, complexité et harmonie globales). L'éthanol agit sur la perception sensorielle du vin, les vins à forte teneur en alcool peuvent provoquer une perception de vin déséquilibré. L'élimination de l'alcool du vin réduit les arômes fruités et renforce les arômes végétatifs, suintants et moisis dans les vins blancs. Selon une études faite sur du Cabernet Sauvignon les vins à faible teneur en alcool sont perçus jeunes, avec des arômes plus légers, une acidité et des tanins durs, la hausse de la teneur en alcool donne une impressions de souplesse. 

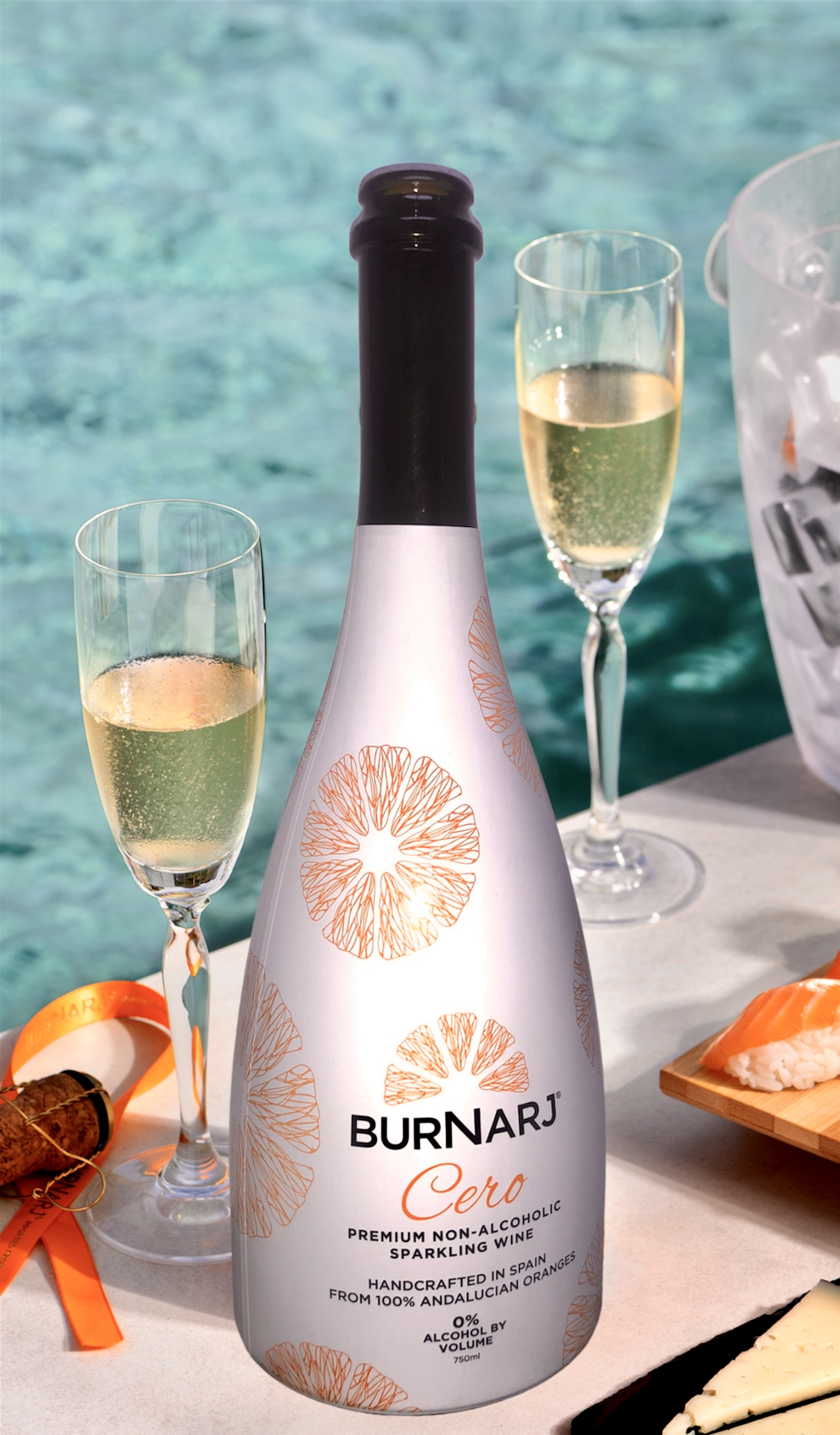
Effervescent espagnol sans arome ajouté

Les vins à base de sauvignon blanc à faible teneur en alcool ont moins d'esters volatils et donnent une perception réduite de l'arôme fruité. Les vins blancs à faible teneur en alcool sont mieux acceptés par les consommateurs. Le Sauvignon Blanc à faible niveau d'alcool est les plus facilement acheté à cause de sa qualité rafraîchissante et de son association facile avec les mets aux Etats-Unis.  
La liste des pays où la demande de vin désalcoolisé (2022) devrait être la plus forte selon les attentes des négociants en vins (Royaume-Uni, Pays-Bas et Finlande en tête. France, Italie, Portugal ne sont pas dans les 10 premiers) ainsi que les critères de préférence exprimés (avantage pour la santé en premier) montrent de forte disparités. Dans certain pays à forte tradition viticole comme l'Italie la cible du vin désalcoolisé est limitée aux jeunes consommateurs occasionnels, aux lecteurs d'étiquettes et aux personnes souffrant de problèmes de dépendance à l'alcool.  

### Service des vins peu ou pas alcoolisés
ISAGRI (2025) recommande de servir ces vins à une température plus basse que les vins à forte teneur (8 à 10 °C pour les blancs, 12 à 14 °C pour les rouges). José Maria de Fonseca, un des principaux producteur de vin portugais, vend sous sa marque un O%riginal, vin rouge monocépage syrah, en conseillant de la servir à 5 °C. avec une pizza au bœuf ou des pâtes.  
L'appellation d'origine Champagne n'autorise pas les Champagnes sans alcool. Ce vin résulte d'une double fermentation. Les effervescents sans alcool ne connaissent pas la phase de prise de mousse. Le gaz carbonique est ajouté à −2 °C. Il en existe 2 type : le pétillant gazéifié (1 à 2,5 bars à 20°C) et le mousseux gazéifié (>3 bars à 20°C). La température de service est entre 6 à 8 °C . 

## Les techniques de désalcoolisation
Les vins comme les autres boissons fermentées sont un mode de conservation millénaire du jus de raisin. La réduction de la teneur en alcool ou le sans alcool les rend les vins sensibles à la contamination microbienne, et introduit une fragilité oxydative et chimique. Ces vins doivent donc être produits et conservés dans des conditions aseptiques.
La technique de désalcoolisation influencent sensiblement la composition et la qualité du vin (couleur, teneur en dioxyde de soufre, composition phénolique, pertes de composés aromatiques volatils) en fonction de la méthode choisie, de la température de distillation, de la pression, des propriétés de la membrane, de la taille des pores des filtres.

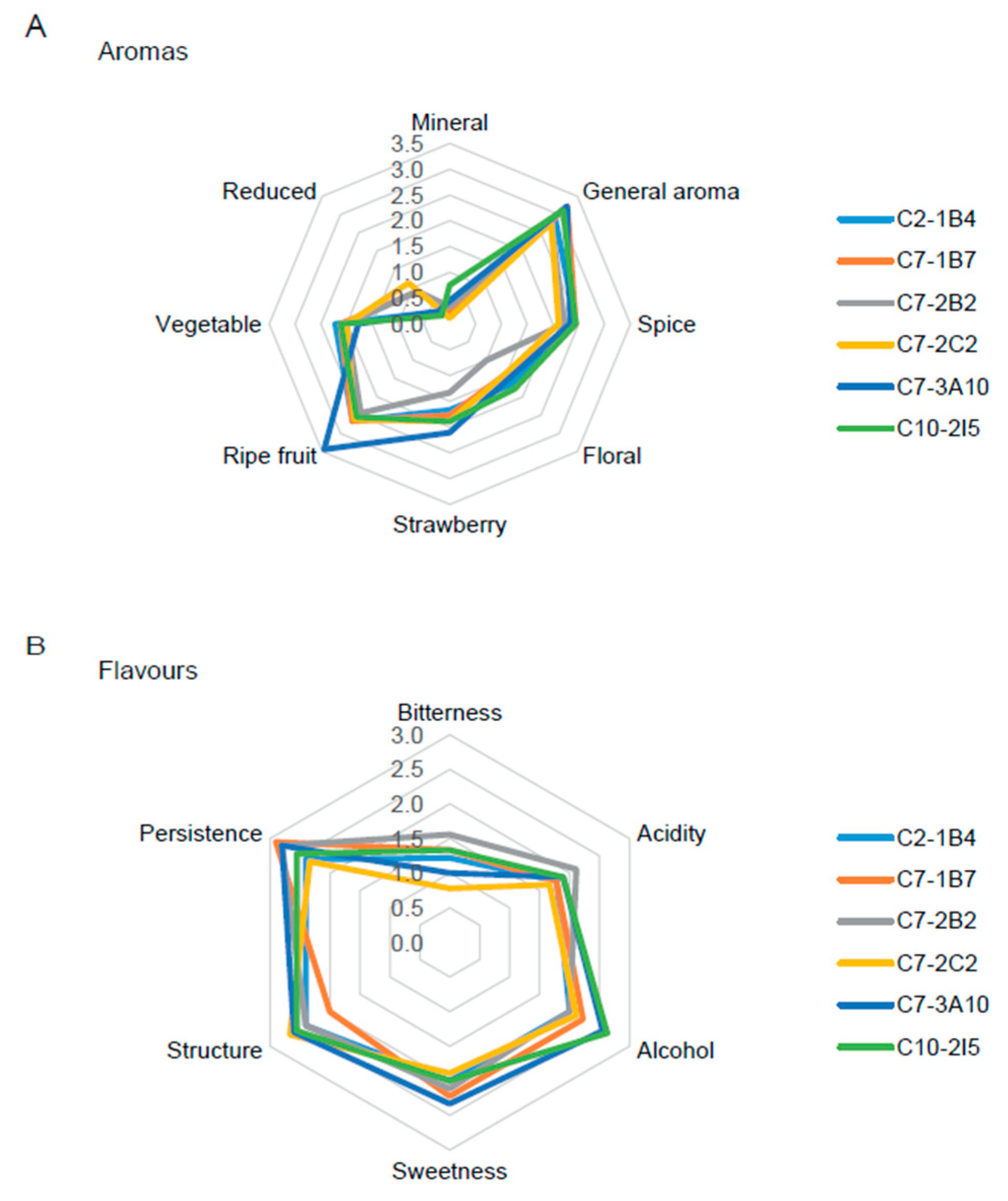
Diagrammes d'analyses sensorielles de vins blancs. Les attributs descriptifs des arômes (A) et des saveurs (B) sont présentés pour chaque souche de levure améliorée.

### Pratiques culturales et vinification
La sélection des porte-greffes, la gestion de la vigueur de végétation, la réduction de la photosynthèse et le calendrier des vendanges diminuent la teneur en sucres fermentescibles du moût. La réduction du rapport surface foliaire/masse du fruit diminue la concentration en sucre dans les baies. Une récolte précoce donne des fruits avec une concentration en sucre plus faible.
Divers cultivars issus du issus du Mourvèdre espagnol donnent des vins faiblement alcoolisés à très forte teneur en composés phénoliques (anthocyanes > 2 000 ml/L, flavonols) et en tanins, une couleur plus riche que le cépage d'origine et une grande aptitude au vieillissement.
Les techniques de vinification interviennent dans le même sens:
- L’ajout de jus de raisins à faible teneur en sucre, donnent un vin moins alcoolisé, ou bien assemblage de vins forts avec des vins à faible teneur en alcool,
- La filtration du moût de raisin avant la fermentation pour la réduction du sucre,
- Le développement d'inoculums de levures qui réduisent l'efficacité de la production d'éthanol (levures non Saccharomyces). La glucose oxydase, une enzyme dérivée du champignon Aspergillus niger, peut être utilisée pour éliminer le glucose du moût de raisin[15]. Des travaux hispano-chiliens (2025) ont permis l'obtentions de souches de levure génétiquement améliorées à rendement inférieur en éthanol[31].

### Elimination de l'alcool après la fermentation
La désalcoolisation post fermentaire offre plus de précision dans le réglage de l'alcool que la réduction pré-fermentaire. 
La réduction de la teneur en alcool post-fermentation par séparation membranaire (nanofiltration, osmose inverse, perstraction évaporative,  pervaporation) et la distillation thermique (distillation sous vide et colonne à cône rotatif) sont les techniques viticoles les plus courantes. 6 procédés de désalcoolisation sont autorisés (2025) : évaporation sous vide partiel, techniques membranaires et distillation. Les vins désalcoolisés par évaporation sous vide partielle et/ou distillation peuvent prétendre à la certification biologique depuis mars 2025. Dans l'ordre du schéma ces techniques sont:
- L'osmose inverse: séparation membranaire sous gradient de concentration ou de pression (pression osmotique), cette technique est respectueuse du gout  utilisée aussi pour le cidre et les bières.
- La distillation osmotique ou distillation par évaporation, distillation isotherme sur membrane, le vin et l'eau circulent à contre-courant de part et d'autre d'un module de membrane à fibres creuses. Cette technique demande peu d'énergie, elle a été perfectionnée avec les systèmes membranaires multi-étapes, et multi étages.
- La nanofiltration: séparation sous pression qui utilise une membrane semi-perméable dont les pores mesurent entre 1 et 10 nm, technique qui  préserve les caractéristiques organoleptiques du vin.
- La distillation sous vide consiste à réduire la température d'évaporation de l'éthanol à 15 à 20 °C et fonctionne à des pressions inférieures à 0,1 bar pour produire des vins sans alcool contenant moins de 1 % vol d'éthanol. C'est une technique largement diffusée est aussi la plus ancienne[32]. Elle a été mise au point par Dr Carl Jung Jr. - négociant en vins (17 mai 1878 Lorch - 18 août 1965 Rüdesheim am Rhein) qui l'a brevetée en 1907[33].
- La pervaporisation: autre procédé membranaire avec évaporation partielle de mélanges de liquides ayant des points d'ébullition similaires et transport des composants via des membranes polymères denses.
- Les colonnes à cône rotatif, élimination continue de l'alcool à des vitesses élevées et à basse température. Equipements couteux. Cette technique appliquée à des vins blancs, rosés et rouges ne cause que des dommages limités aux composés phénoliques (flavonols - rutine, quercétine et myricétine) aux esters tartriques, stilbènes (trans- et le cis -resvératrol), aux anthocyanes et aux acides gallique, caféique et p-coumarique[34].

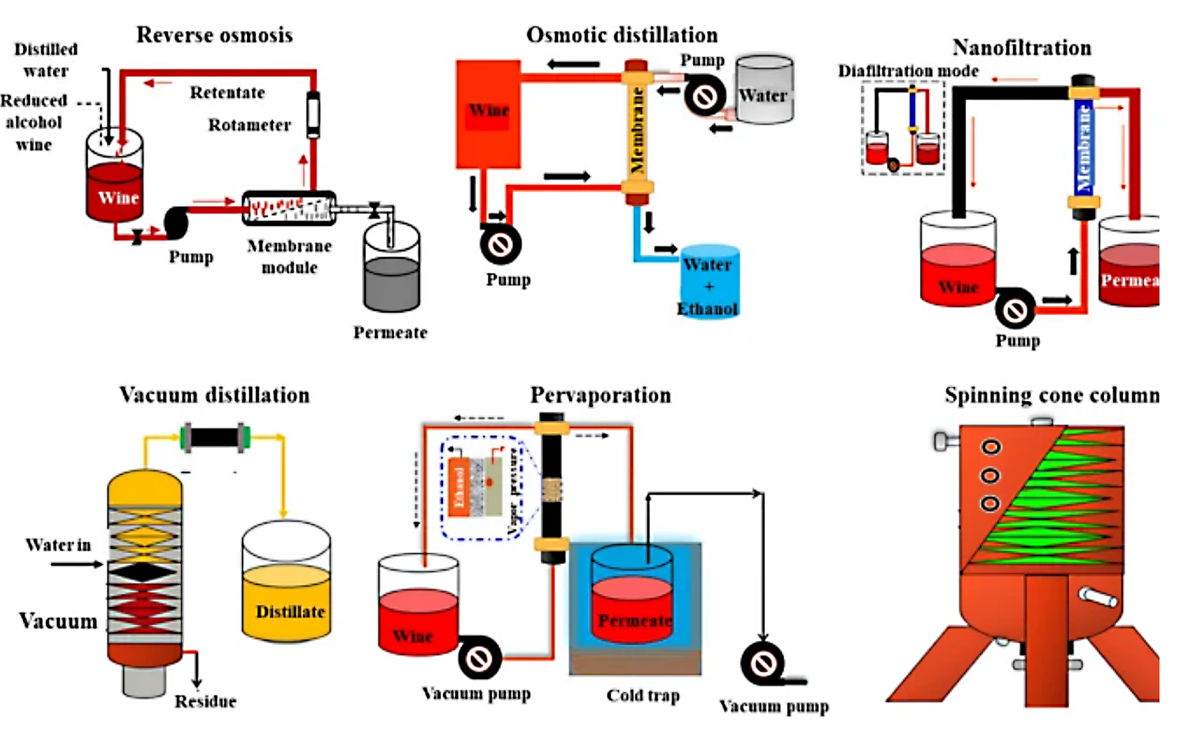
Schéma de différents systèmes intégrés pour la désalcoolisation du vin

Les pertes de volume selon la technique vont de 9,5 % pour le contacteur membranaire à 23,8 % avec l'évaporateur sous vide et la pervaporisation pour un vin à 10 % vol dont on élimine 95 % de l'alcool .

## Un avenir prometteur

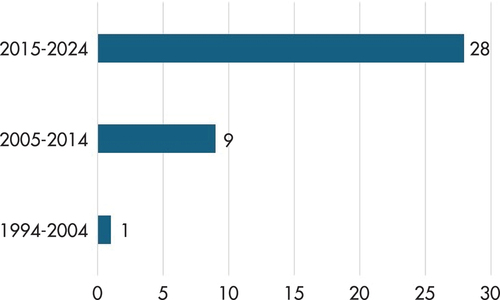
Fréquence des publications sur vin sans alcool au fil du temps (1994–2024)

Dans un marché du vin en décroissance régulière depuis 1980 la recherche d'un mode de vie plus sain et d'une consommation modérée d'alcool a positionné le vin désalcoolisé comme une alternative attractive. Le rapport sur le marché des boissons à faible teneur en alcool ou sans alcool publié par la Commission européenne (2023) donne une part en volume et en valeur des vins faiblement alcoolisés de 0,4 % du marché vinicole total de l'UE (qui est le plus grand marché, suivie des États-Unis, du Royaume-Uni, de l'Australie et du Brésil). Il prévoit une augmentation de 25 %/an de la demande en UE. 
Au UK, 98,5 % des buveurs de vins sans ou faiblement alcoolisés déclaraient essayer de réduire leur consommation d'alcool (2023). 